# Myrmeleon wismanni
Myrmeleon wismanni är en insektsart som först beskrevs av Navás 1936.  Myrmeleon wismanni ingår i släktet Myrmeleon och familjen myrlejonsländor. Inga underarter finns listade i Catalogue of Life.